# Hieracium angustatiforme
Hieracium angustatiforme es una especie de planta con flor del género Hieracium, de la familia Asteraceae, orden Asterales.

## Distribución
Hieracium angustatiforme se distribuye por Gales.

## Taxonomía
Fue descrita científicamente por P. D. Sell & C. West. Fue publicada en Watsonia 3: 235 (1955).